# Cinema 4D
Cinema 4D ist eine 3D-Grafiksoftware des Unternehmens Maxon zum Erstellen von 3D-Modellen, Texturen, Computergrafiken und Animationen. Cinema 4D wird überwiegend für Fernsehwerbung und Filme eingesetzt, vergleichbar mit Autodesk Maya.
Entwickelt wird die Software von der Maxon Computer GmbH mit Sitz in Bad Homburg vor der Höhe.

## Geschichte

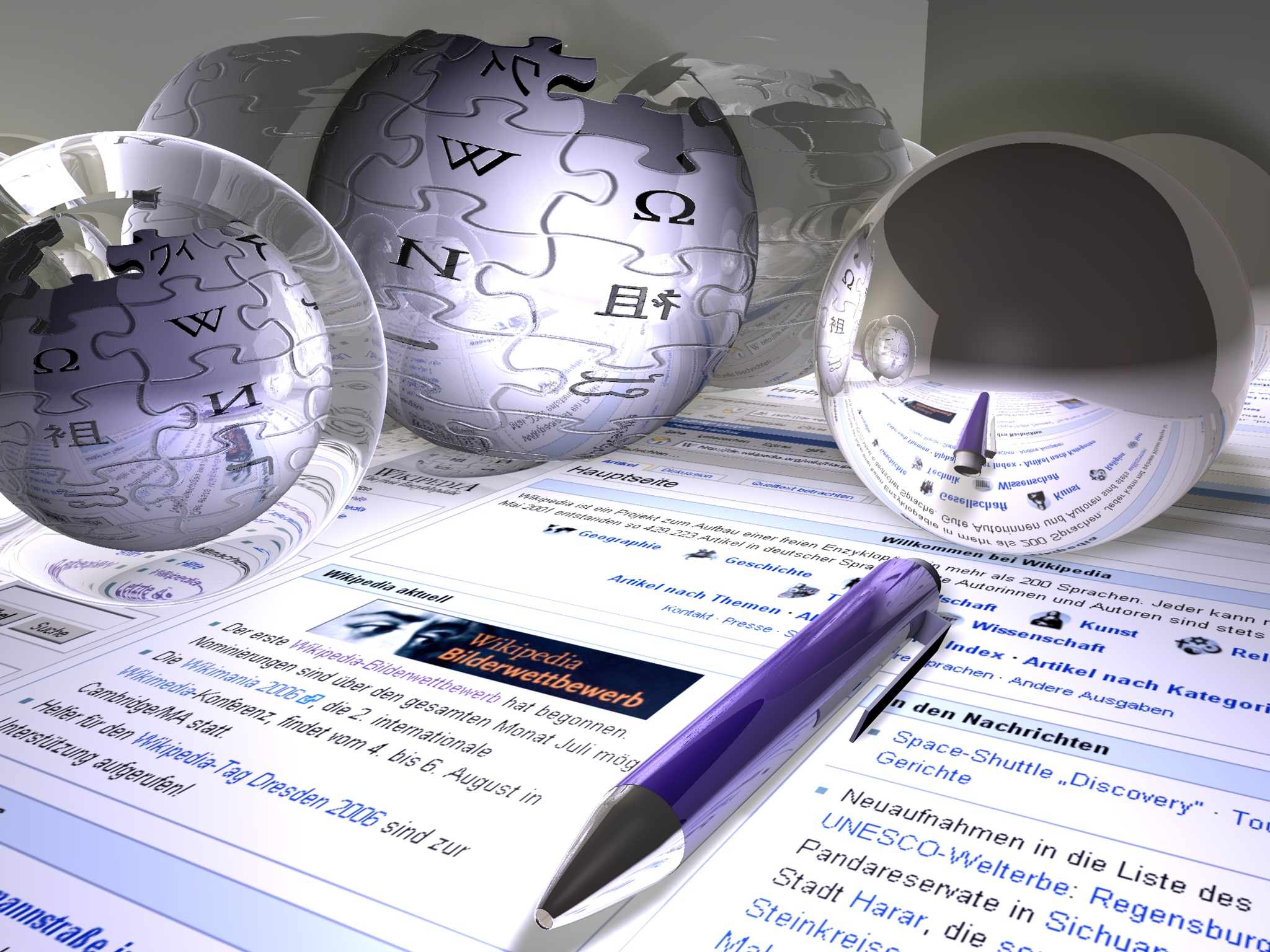
Berechnung von Reflexion und Brechung

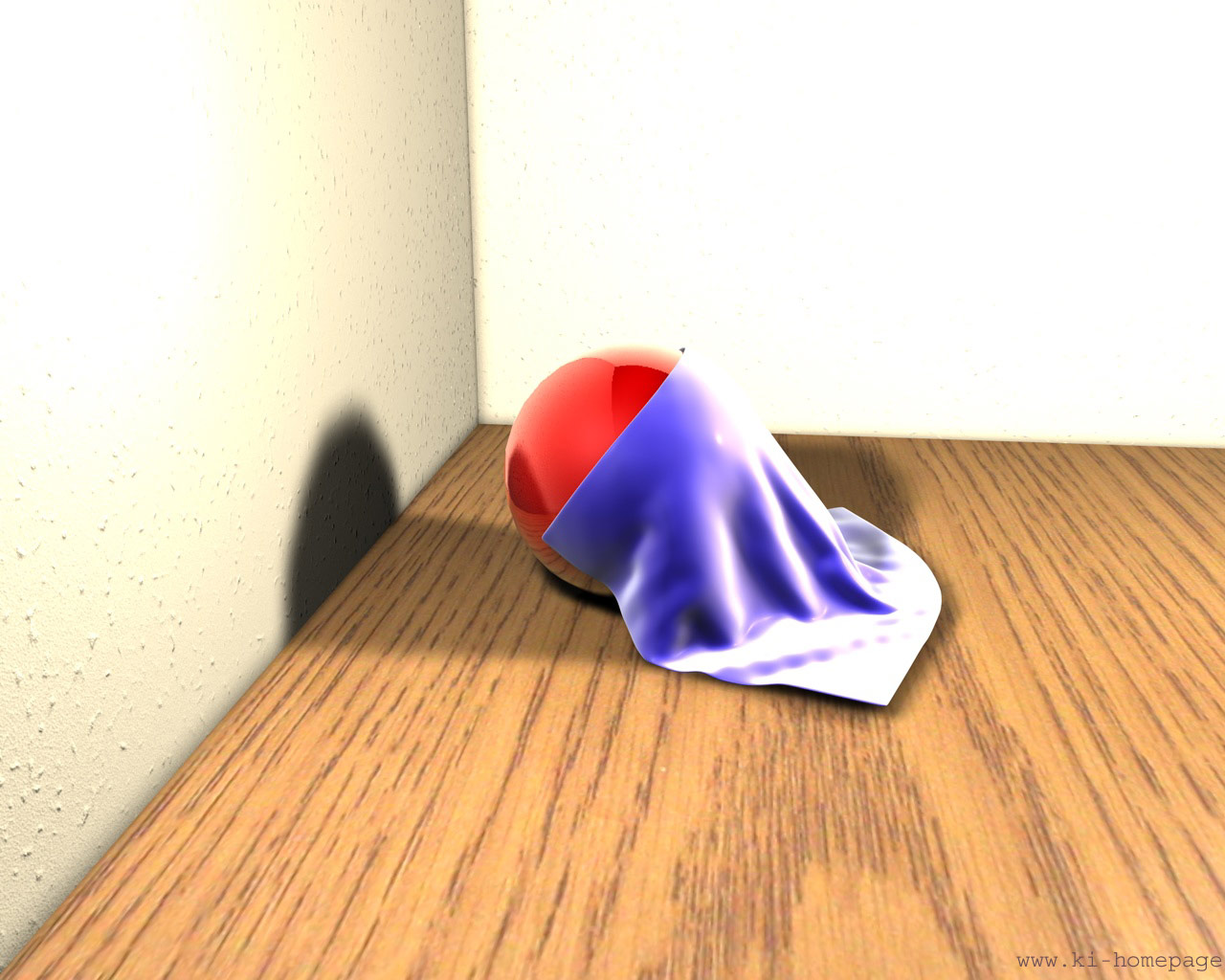
Realistische Simulation von Stoffen

Pyrocluster Modul (Feuer-, Rauchdarstellung)

Die Ursprünge von Cinema 4D reichen ins Jahr 1989 und auf das Programm FastRay zurück, eine Software für den Commodore Amiga. Dabei gab es zunächst noch keine grafische Benutzeroberfläche. Die zu berechnenden Szenen wurden aus Textdateien eingelesen. Zwei Jahre später wurde FastRay in der Version 1.0 veröffentlicht. Damit gab es eine grafische Oberfläche, genannt FRED für FastRay Editor, aber noch keine 3D-Editoransicht. Im Jahr 1993 ging aus diesem Projekt Cinema 4D 1.0 für den Amiga hervor.
Im Jahr 1995 wurde Cinema 4D vom Amiga auf Windows und Mac OS Classic portiert, da Commodore 1994 Insolvenz anmeldete und damit die Zukunft des Amiga ungewiss war. Der ursprüngliche Programmcode war in Modula-2 geschrieben. Für die Portierung entschied man sich mangels anderer Compiler für C++.
Im Jahr 1997 erschien mit Cinema 4D 4.0 die letzte Amiga-Version; danach wurde nur noch für Windows und Macintosh entwickelt. Mit dieser Version wurde der Objekt-Manager als Kernstück der Benutzerschnittstelle zur Manipulation der Objekte einer Szene eingeführt.
Seit 2000 gehört Maxon zur Nemetschek Group. Im Dezember 2019 wurde bekannt, dass Cinema-Produzent Maxon und das US-Unternehmen Red Giant eine Fusion eingehen wollen. Nemetschek stärke damit seine Marktposition im Segment Media & Entertainment. Im Februar 2020 war die Fusion abgeschlossen.
Cinema 4D wird auch in den Vereinigten Staaten, Kanada, Australien und Japan vermarktet. Auch in der Architekturvisualisierung wird das Produkt eingesetzt.

## Cinebench
Cinebench ist ein plattformübergreifendes Benchmark-Testprogramm, das die Hardware-Performance eines Computers testet. Es kann als Test für die 3D-Modellierung, Animation, Bewegungsgrafik und Rendering-Leistung von Cinema 4D auf mehreren CPU-Kernen verwendet werden.  
Cinebench wird häufig zur Demonstration von Hardware-Fähigkeiten auf Tech-Shows verwendet, um die CPU-Leistung zu zeigen, insbesondere von Tech-YouTubern und Test-Seiten. Die Zeitschrift C’t oder Chip verwenden Cinebench für Hardwarevergleiche.

## Aktuelle Version
Die aktuelle Version ist die 2025.
Einige wichtige Funktionen:
- Node-basiertes visuelles „Scripting“ mit dem Programmmodul XPresso
- Kaustik-Berechnung
- N-Gons: Polygone mit mehr als vier Kanten
- Cloth Simulation: dynamische Textilanimation
- Subpolygon Displacement: Ersetzung von Polygonen nach automatischer Unterteilung
- Unterstützung von Mehrprozessorsystemen beim Rendern von Einzelbildern und beim Rendern von Animationen in einem Netzwerk
- Komplexe Physik-Engine Dynamics (Cinema 4D R12)
- Indirekte Beleuchtung für realitätsnahe Lichtverteilung
- Werkzeuge für Character animation, u. a. einen Auto-Rigger
- Sculpting

Cinema 4D ist für Windows und macOS verfügbar. Seit Cinema 4D R15 werden nur noch aktuelle 64 Bit Betriebssysteme unterstützt. Eine Linux-Version ist nur für das Rendering auf der Kommandozeile verfügbar. Cinema 4D läuft jedoch problemlos unter Wine.
Generell ist der Quellcode von Cinema 4D zu über 90 % plattformunabhängig. Dies hat dazu geführt, dass Anpassungen an neue Technologien (64 Bit, Intel-basierter Mac, 64 Bit COCOA Support) sehr schnell durchgeführt werden konnten. Gleichzeitig ist diese Tatsache für das sehr einheitliche Erscheinungsbild von Cinema 4D auf den unterschiedlichen Plattformen verantwortlich. Um die plattformunabhängige Programmierung zu vereinfachen, arbeitet der integrierte Modeller in einer OpenGL-Umgebung.
Ein kostenloses Software Development Kit (SDK) ermöglicht es Anwendern, in C++ Erweiterungen für Cinema 4D zu entwickeln. Ab der Version R12 ist die Scriptsprache Python enthalten, die das Entwickeln von Plug-ins und Skripten in einer standardisierten Sprache ermöglicht und somit auch die Portierung von Skripten aus anderen Python-kompatiblen Anwendungen vereinfacht.

## Entwicklungsgeschichte
| 1990 | Christian und Philip Losch gewinnen mit ihrem selbstentwickelten Raytracer den monatlichen Programmierwettbewerb der Zeitschrift Kickstart. |
| 1991 | FastRay für den Amiga |
| 1993 | Cinema 4D V1 für den Amiga |
| 1994 | Cinema 4D V2 für den Amiga |
| 1995 | Cinema 4D V3 für den Amiga: Ein neues Entwicklerteam begann eine Neuentwicklung mit dem Ziel der Plattformunabhängigkeit. |
| 1996 | Cinema 4D V4 für Amiga, Windows, Windows NT Alpha und Mac OS Classic – dies war die erste Multiprozessor-Version. |
| 1997 | Cinema 4D XL V5 |
| 1998 | Cinema 4D SE V5 |
| 1999 | Cinema 4D GO V5 mit Cinema 4D NET |
| 2000 | Cinema 4D XL V6: BodyPaint 3D als Zusatzmodul und als eigenständiges Programm für andere 3D-Lösungen verfügbar |
| 2001 | Cinema 4D ART: Neue Module PyroCluster und Dynamics, Shader-Sammlung Smells like Almonds des Herstellers bhodiNUT |
| 2002 | Cinema 4D R8: neue Module Advanced Render, PyroCluster, MOCCA und Thinking Particles |
| 2003 | Cinema 4D R8.5: Neues Modul Sketch and Toon |
| 2004 | Cinema 4D R9: Neues Modul Clothilde zur physikalischen Simulation von Stoffen |
| 2005 | Cinema 4D R9.5: Das Hair-Modul wird vorgestellt. |
| 2006 | Cinema 4D R9.6: Neues Modul MoGraph |
| 2007 | Cinema 4D R10.5: Verbesserungen im Bereich Character Animation und Workflow/Produktions-Pipeline. |
| 2008 | Cinema 4D R11: Unterstützung nicht-linearer Animation, Advanced Render mit neuer Global Illumination und 64-Bit-Unterstützung unter macOS |
| 2009 | Cinema 4D R11.5: Das Rendering wurde von Linien auf Buckets umgestellt, Renderinstanzen wurden eingeführt, unter Windows wird Quicktime auch für Cinema 4D 64 Bit unterstützt. |
| 2010 | Cinema 4D R12: Die Applikation wurde auf höhere Rechengenauigkeit („double precision“) umgestellt und echte Einheiten eingeführt. Dynamics wurde in Studio integriert und basiert jetzt auf der Bullet Physik Engine. Das Modulesystem wurde durch die fünf Pakete Prime, Broadcast, Visualize, Studio und BodyPaint 3D ersetzt. |
| 2011 | Cinema 4D R13: Ein neuer physikalischer Renderer wurde hinzugefügt, der echte 3D-Bewegungs- und Tiefenunschärfe sowie Linsenverzerrungen korrekt nachbilden kann. Das Subsurface Scattering zum Erzeugen durchscheinender Materialien (z. B. Milch, Haut oder Wachs) wurde überarbeitet und erweitert. Kombination des Samplings für verschiedene Effekte wie Tiefen- und Bewegungsunschärfe, Flächenschatten, Ambient Occlusion und unscharfe Reflexionen und Transparenzen für schnellere Berechnung. Neuer Antialiasing Filter (Mitchell und Gauss). Seit R13 wird ein neues Cinema-Logo verwendet. |
| 2012 | Cinema 4D R14: Sculpting wurde neu eingeführt, der Funktionsumfang entspricht dem bekannter Sculpting Applikationen. Im Bereich Modelling wurden Hilfslinien hinzugefügt und das Snapping vollständig überarbeitet. Auch Workplanes wurden erneuert. Die Dynamics unterstützen jetzt auch aerodynamische Effekte. Unter macOS wird jetzt Open GL 3.2 unterstützt. |
| 2013 | Cinema 4D R15: Sculpting, Modellierung und GI verbessert, Erneuerung der Symbole. |
| 2014 | Cinema 4D R16: Reflectance Channels, Motion Tracker und Poly Pen. |
| 2015 | Cinema 4D R17: Verbesserter Motion Tracker, verbessertes Modeling und Sculpting, Houdini Engine Integration |
| 2016 | Cinema 4D R18: Voronoi Fracturing, neue Messer-Werkzeuge, Object Tracker |
| 2017 | Cinema 4D R19: AMD ProRender, sphärische Kamera |
| 2018 | Cinema 4D R20: Nodebasiertes Materialsystem, MoGraph Fields, Multi Instances, OpenVDB (Volume) Modeling, neuer CAD Importer, ProRender-Features (SSS, Multipasses, Motion Blur) |
| 2019 | Cinema 4D R21: Zusammenführung aller Funktionen in einer einzigen Version, neues Lizenzmodell, Modelling-Verbesserungen, Caps & Bevels, Field Forces, Intel Denoiser, ProRender-Verbesserungen, High-DPI-Unterstützung, UI-Überarbeitung, Asset Inspector, neuer Lizenzserver, Vector Volumes, Cache Layer, UV-Editing-Verbesserungen, Linux-Commandline-Renderer |
| 2020 | Cinema 4D R23: Techdemo des Szenen-Node-System, Entfernung des ProRenderer. |
| 2021 | Cinema 4D S24: Subscription-Version, nur für Abonnement-Lizenzen verfügbar. |
| 2021 | Cinema 4D R25: Überarbeitete Benutzeroberfläche, Asset Browser-Verbesserungen, Scene Manager. |
| 2022 | Cinema 4D R26: Der GPU-Renderer Redshift wird Bestandteil von Cinema 4D, neue globale Simulation. |
| 2022 | Cinema 4D 2023.1: Voxel-basierte Simulation zur Darstellung von Feuer, Rauch und Dampf („Pyro“). |
| 2023 | Cinema 4D 2024.2: Optimierungen und Ergänzungen bei Redshift, Simulation und Pyro. |
| 2024 | Cinema 4D 2024.4: Neue Partikelsimulation mit dynamischen Funktionen. |